# Особый район Восточных провинций

Карта КВЖД, на которой выделены некоторые населённые пункты, подчинённые Особому району Восточных провинций

Особый район Восточных провинций (кит. трад. 東省特別區, упр. 东省特别区, пиньинь Dōngshěng tèbiéqū, палл. Дуншэн тэбецюй) — особая административно-территориальная единица провинциального уровня, существовавшая в составе Китайской Республики в 1921—1932 годах.

## История
27 августа (8 сентября) 1896 года китайский посланник в Российской империи Сюй Цзэнчэн подписал с правлением Русско-Китайского банка соглашение, со сроком действия 80 лет, о предоставлении банку права на постройку железной дороги через Маньчжурию и о создании акционерного «Общества Китайской восточной железной дороги». В соответствии с этим договором, территория прохождения магистрали была арендована на 80 лет и являлась «полосой отчуждения», которая управлялась русской администрацией.
В 1920 году, воспользовавшись идущей в России гражданской войной, китайские власти решили покончить с неподконтрольностью им части китайских земель. 23 сентября 1920 года декретом президента Китайской Республики Сюй Шичана «О прекращении признания полномочий российских посланников и консулов в Китае» было отменено право экстерриториальности для подданных Российской империи, а 5 февраля 1921 года зона отчуждения КВЖД была преобразована в «Особый район Восточных провинций», во главе которого стоял главноначальствующий, подчинённый генерал-инспектору Трёх восточных провинций Чжан Цзолиню. В 1922 году было установлено, что под юрисдикцией главноначальствующего находится примыкающая к КВЖД полоса шириной 10-15 км. С 1923 года резиденцией Главноначальствующего стал Харбин. В мае 1924 года постановлением центрального правительства Китайской Республики «Особый район Восточных провинций» был признан отдельной административно-территориальной единицей провинциального уровня, не входящей в состав провинций Хэйлунцзян и Гирин.
После захвата китайского Северо-Востока японцами и образования в 1932 году марионеточного государства Маньчжоу-го Особый район Восточных провинций был преобразован в Северо-Маньчжурский особый район.

## Состав
Под управлением администрации Особого района находились населённые пункты, которые до его образования подчинялись русской администрации КВЖД: Чанчунь, Чжанцзявань (современный Дэхуэй), Имяньпо (на территории современного Шанчжи), Хэндаохэцзы, Мулин, Суйфэньхэ, Маньгоу (на территории современного Чжаодуна), Аньда, Анъанси, Чжаланьтунь, Бугат (на территории современного Якэши), Хайлар и Маньчжурия.
1 сентября 1926 года место размещения администрации главноначальствующего было выделено в отдельную административную единицу — «Особый город Харбин».

## Главноначальствующие Особого района
1. Чжу Цинлань[кит.] (1922-1924)
2. Ван Шухань
3. Юй Чжунхань[кит.] (1925-1927)
4. Чжан Хуаньсян
5. Чжан Цзинхуэй (1928-1932)